# Clio balantium
Clio balantium är en snäckart som beskrevs av Rang 1834. Clio balantium ingår i släktet Clio och familjen Cavoliniidae. Inga underarter finns listade i Catalogue of Life.